# Курген
Курген (фр. Courgains) је насељено место у Француској у региону Лоара, у департману Сарт.
По подацима из 2011. године у општини је живело 598 становника, а густина насељености је износила 40,79 становника/km².

## Демографија
| 1962. | 1968. | 1975. | 1982. | 1990. | 2011. |
| ----- | ----- | ----- | ----- | ----- | ----- |
| 637   | 574   | 499   | 512   | 513   | 598   |